# Ганиев, Акром Тулкинович
Акром Тулкинович Ганиев (узб. Akrom Tulkinovich Ganiev; 1981 год, Андижанская область, Узбекская ССР, СССР) — узбекский государственный деятель, член Сената Олий Мажлиса Республики Узбекистан